# Schloss Pfedelbach

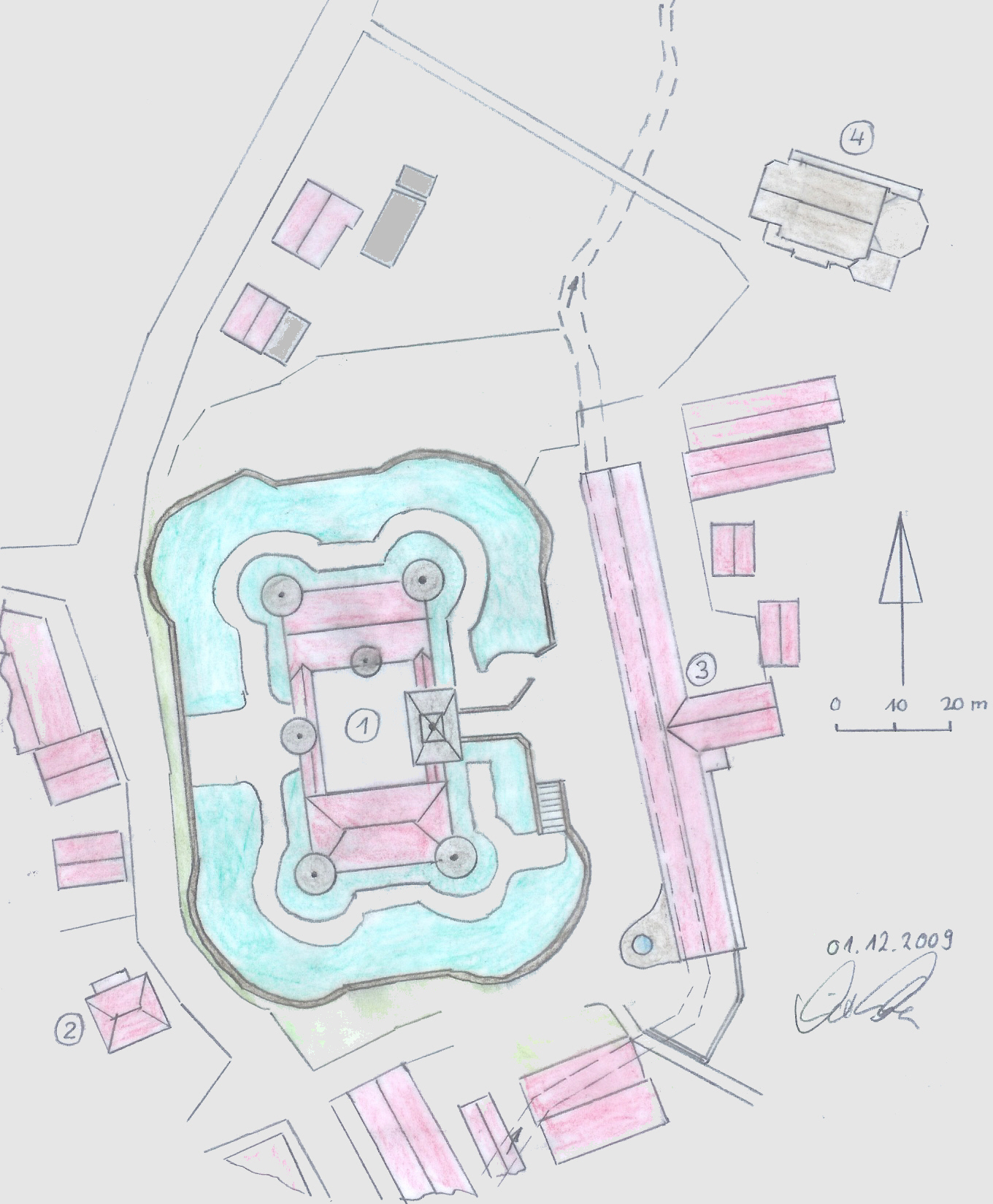
Lageplan des Schlosses in Pfedelbach mit Nebengebäuden (1) Schloss (2) Witwensitz „Sonne“ (3) Marstallgebäude (4) Evangelische Peter- und Paulskirche

Das Schloss Pfedelbach steht in der Ortsmitte der Gemeinde Pfedelbach im Hohenlohekreis. Heute beherbergt das Schloss den Bürgersaal, die ehemalige Schlosskapelle sowie zahlreiche Wohnungen. Der Innenhof wird als Parkplatz für die Mieter genutzt. Während des Hohenloher Kultursommers finden sowohl im Schlosshof als auch in der ehemaligen Schlosskapelle Konzerte statt. Die Gemeinde Pfedelbach nutzt die ehemalige Schlosskapelle als feierliches Trauzimmer.

## Beschreibung
Wie viele andere Hohenloher Residenzschlösser wurde das Gebäude im Stil der Renaissance um einen Viereckhof errichtet. Das Schloss ist fast genau nord-südlich ausgerichtet. Es hat eine rechteckige Grundform im Verhältnis 1:2 (23,75 m × 47,50 m). Die Schmalseiten nach Norden und Süden sind mit rechteckigen Häusern besetzt, wiederum fast exakt mit einer Grundrissfläche 1:2 und 2 runden Ecktürmen, deren Durchmesser die halbe Gebäudebreite misst. An den Mitten ihrer Hofseiten, zu einem Drittel vortretend, haben sie achteckige Treppentürme, deren Durchmesser die halbe Gebäudebreite misst. An den Mitten ihrer Hofseiten, zu einem Drittel vortretend, haben sie achteckige Treppentürme, ein Drittel der Gebäudebreite zählend. Für den Schlosshof verbleibt somit zwischen den Häusern die halbe Gesamtlänge und er bildet dadurch, seine Außenmauern mitgerechnet, ein Quadrat. Die Mitte der westlichen Langseite besetzt ein weiterer Rundturm gleichen Durchmessers wie die Ecktürme. Deren Mittelpunkte liegen in den Ecken des Rechtecks und seiner Mauerflucht. Damit tritt nur der Halbkreis vor, die Ecktürme als Drei-Viertel-Kreise. Um den Halbmesser der Türme tritt entsprechend vor die Mitte der Ostseite der rechteckige Torbau vor, dessen ursprünglich geplante Länge drei Viertel der Breite der Wohnhäuser hatte und seine Grundfläche zunächst ein Verhältnis von wiederum fast genau 1:2.

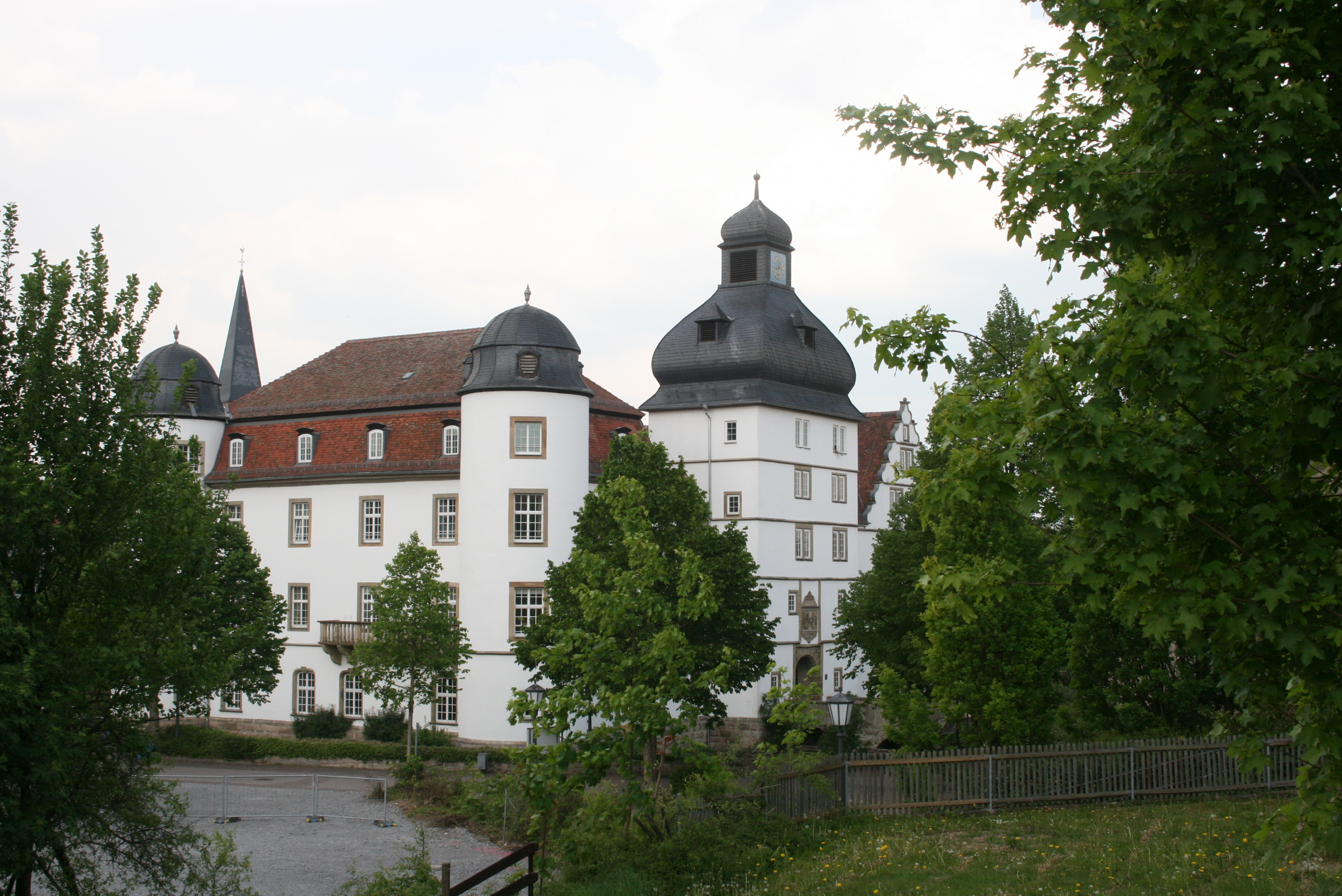
Das Pfedelbacher Schloss
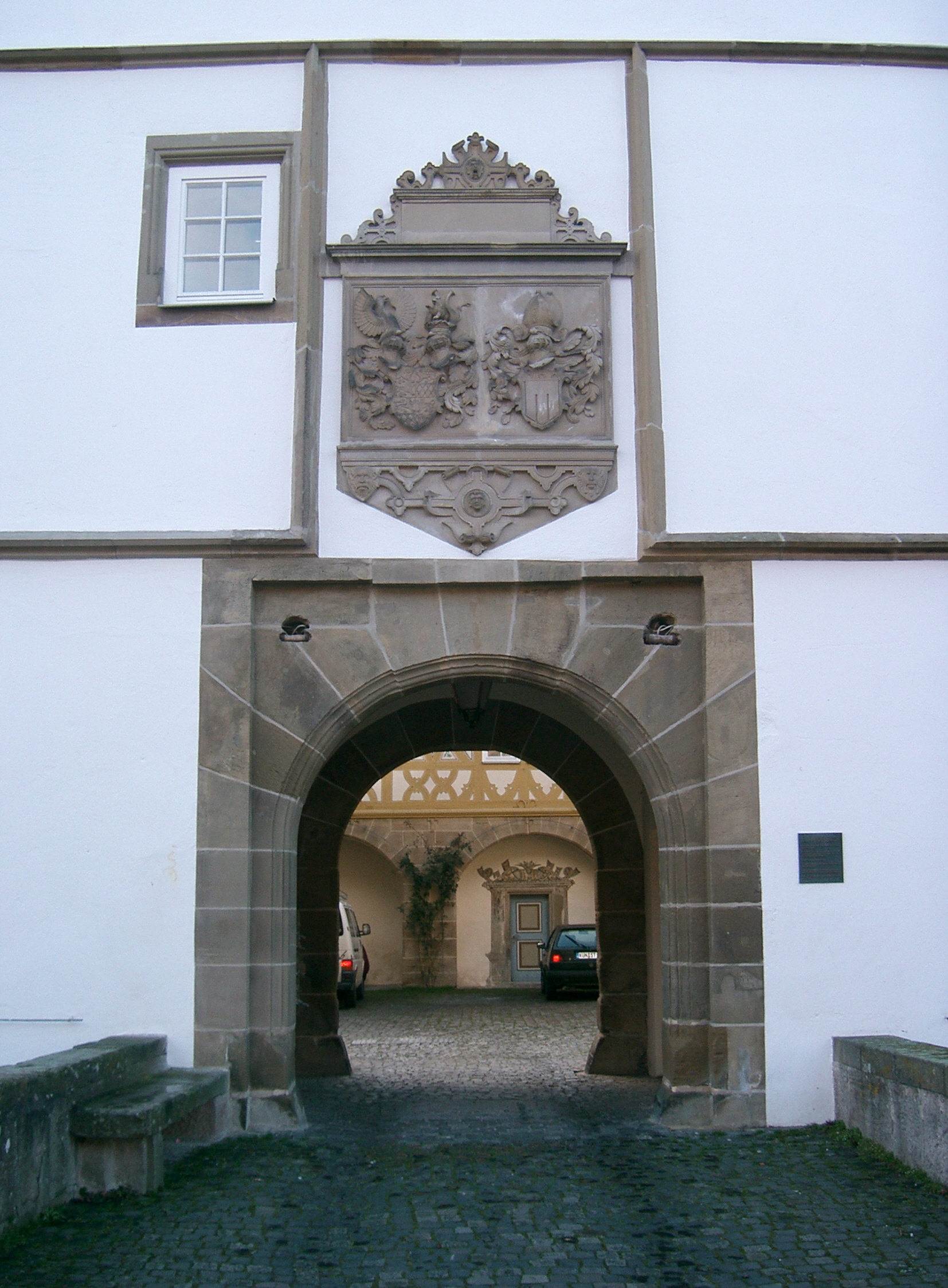
Das Tor zum Pfedelbacher Schloss mit Wappenportal
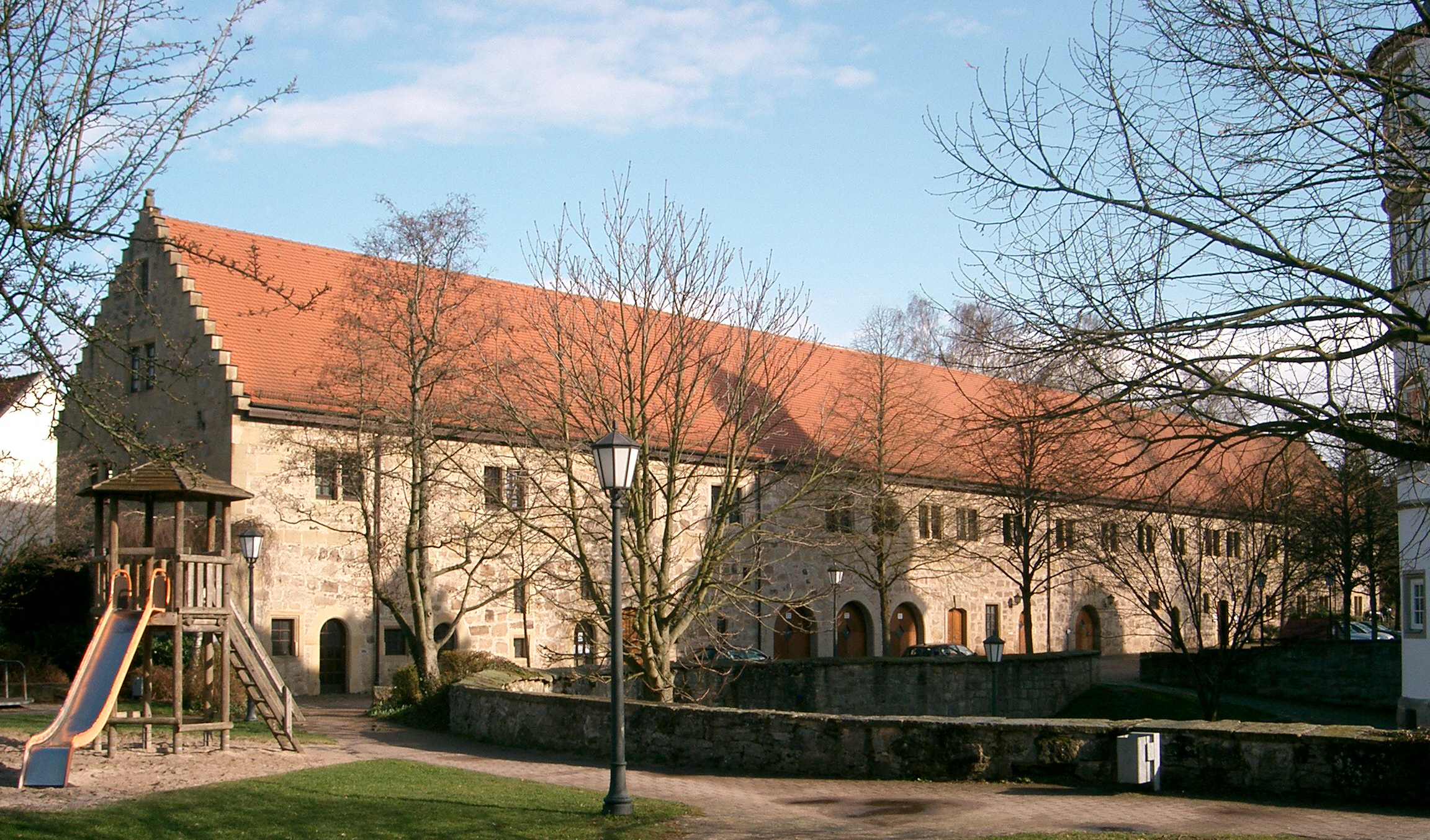
Das Marstallgebäude am Pfedelbacher Schloss
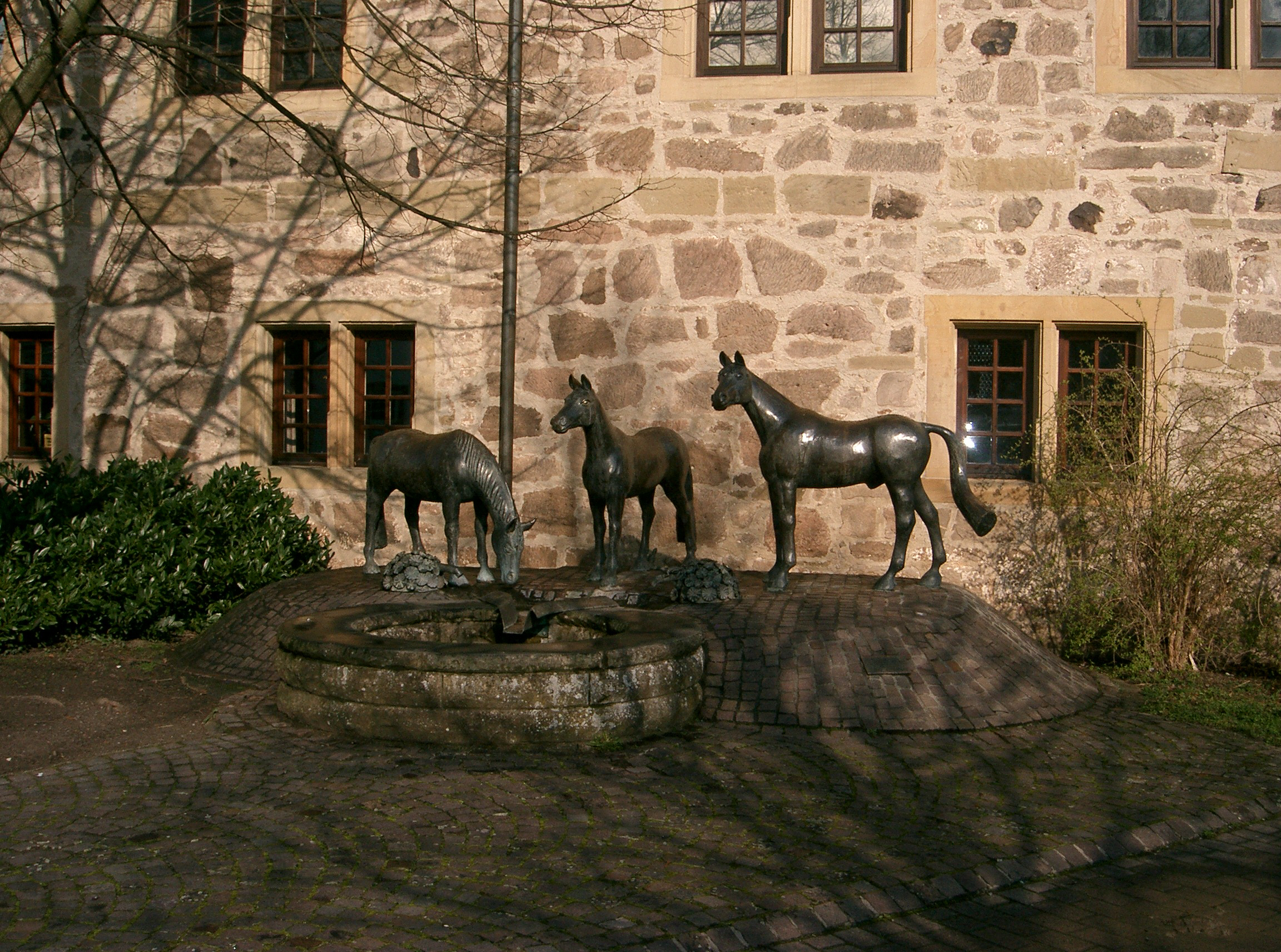
Der Pferdebrunnen vor dem Marstallgebäude

Im Innenhof des Schlosses erkennt man Anklänge an toskanische Schlossbauten mit Arkaden. Am östlichen Flügel liegen im Innenhof zwei Umgänge übereinander. Aufwändige Ranken- und Blütenmalereien zieren die Gefache des Schlosses. Während der Barockzeit wurden im späten 17. und im 18. Jahrhundert alle Fenster der Renaissancezeit an beiden Häusern, ohne die Türme, einheitlich in hochformatige Fenster mit Korbbogen, profiliertem Gewände, Agraffenschlussstein und profilierter Bank umgewandelt. Das Schloss wird von einem allseitig gleich breiten Graben umgeben. Erbaut wurde das Pfedelbacher Schloss durch den Steinmetz- und Baumeister Sebastian Mayer aus Heilbronn.

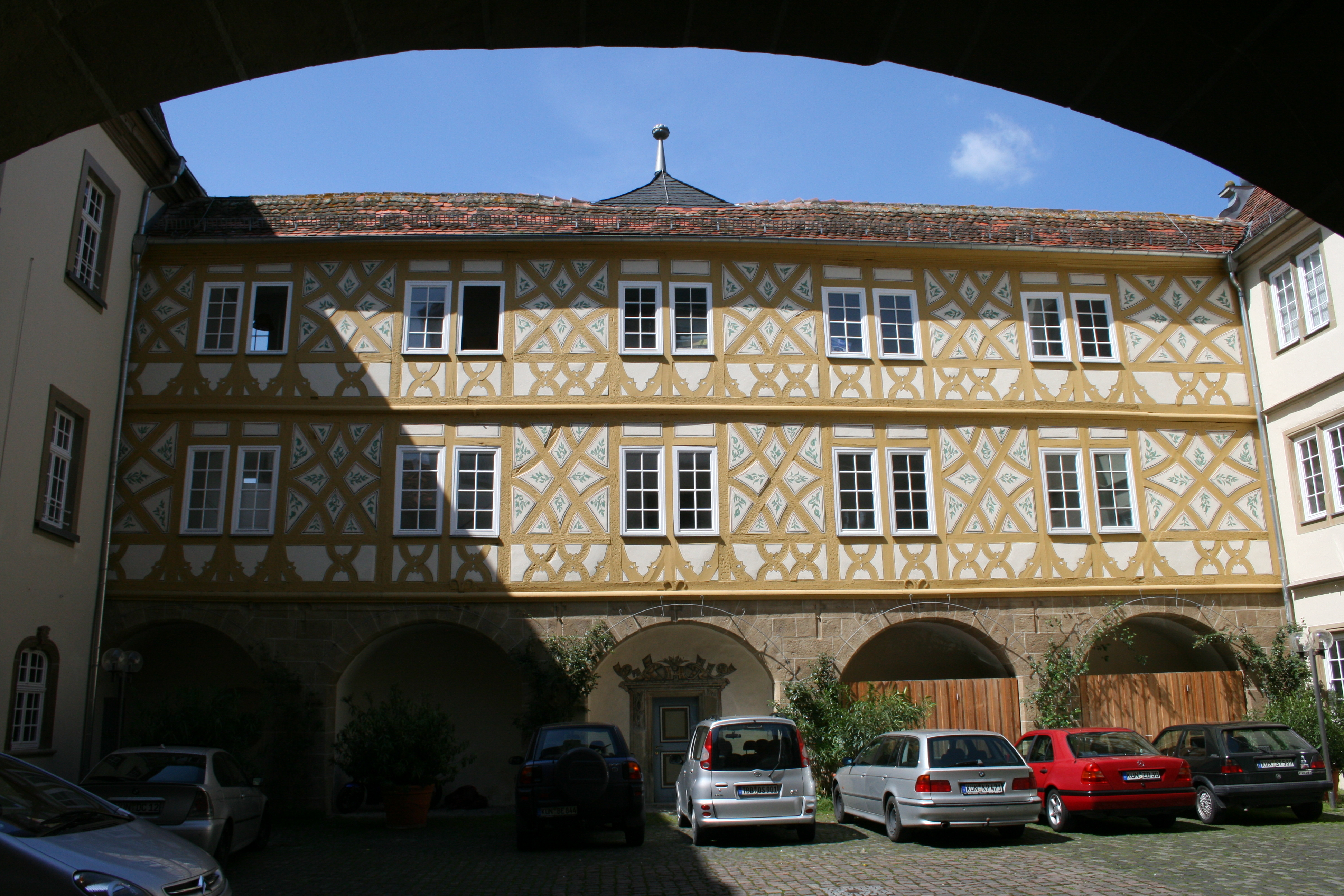
Der Innenhof, aus östlicher Richtung gesehen
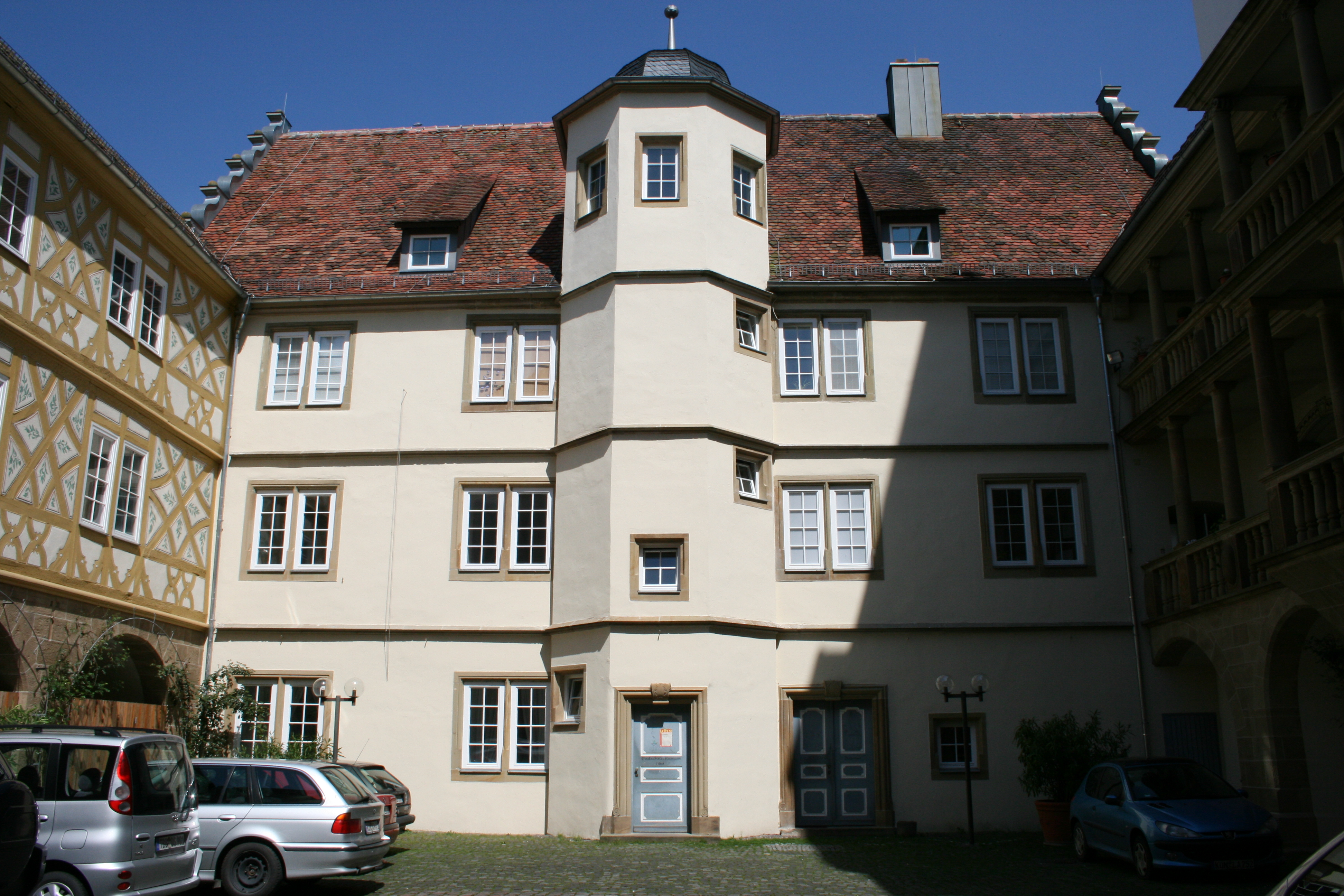
Eingang zum Bürgersaal, aus nördlicher Richtung gesehen
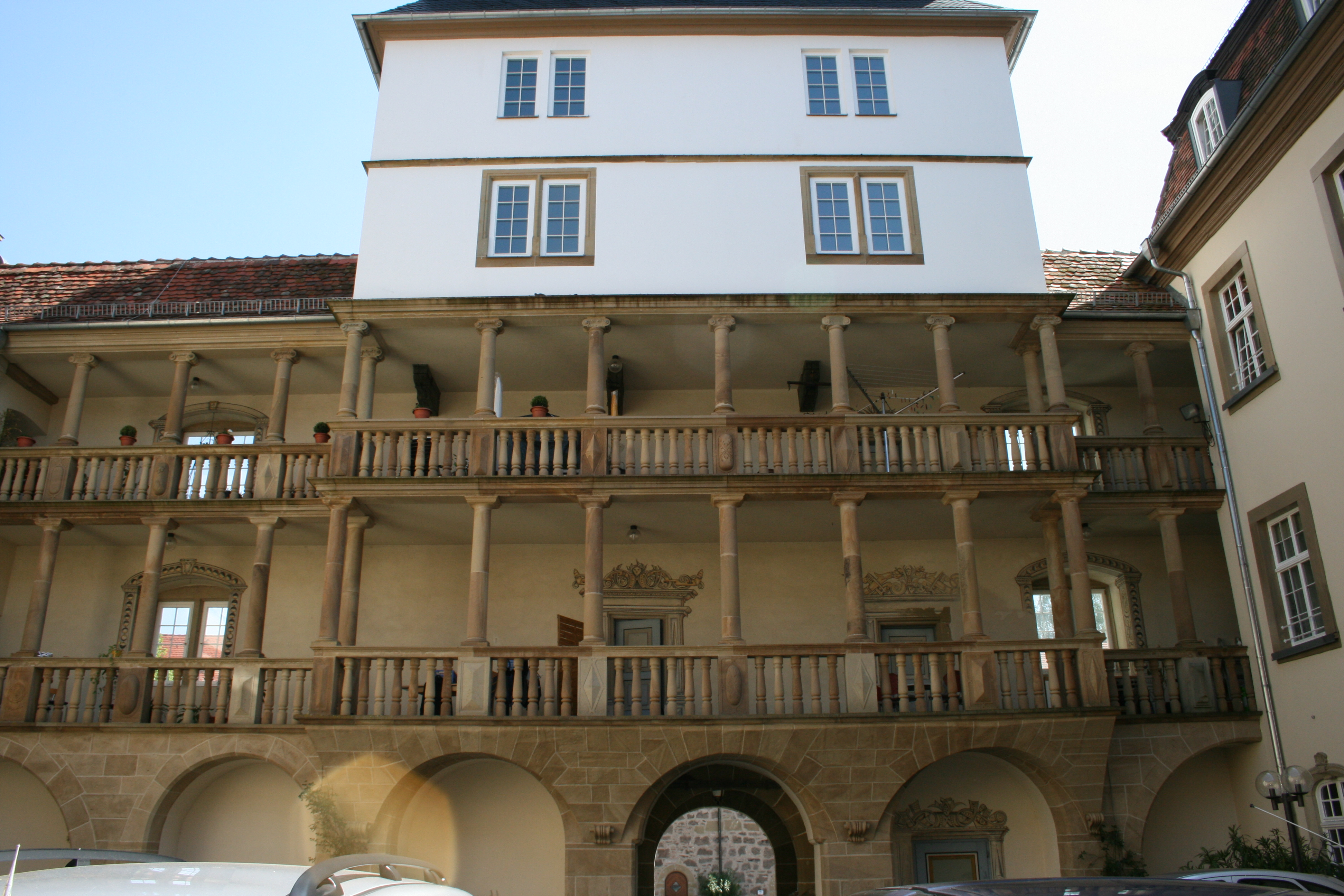
Das Tor, aus westlicher Richtung gesehen
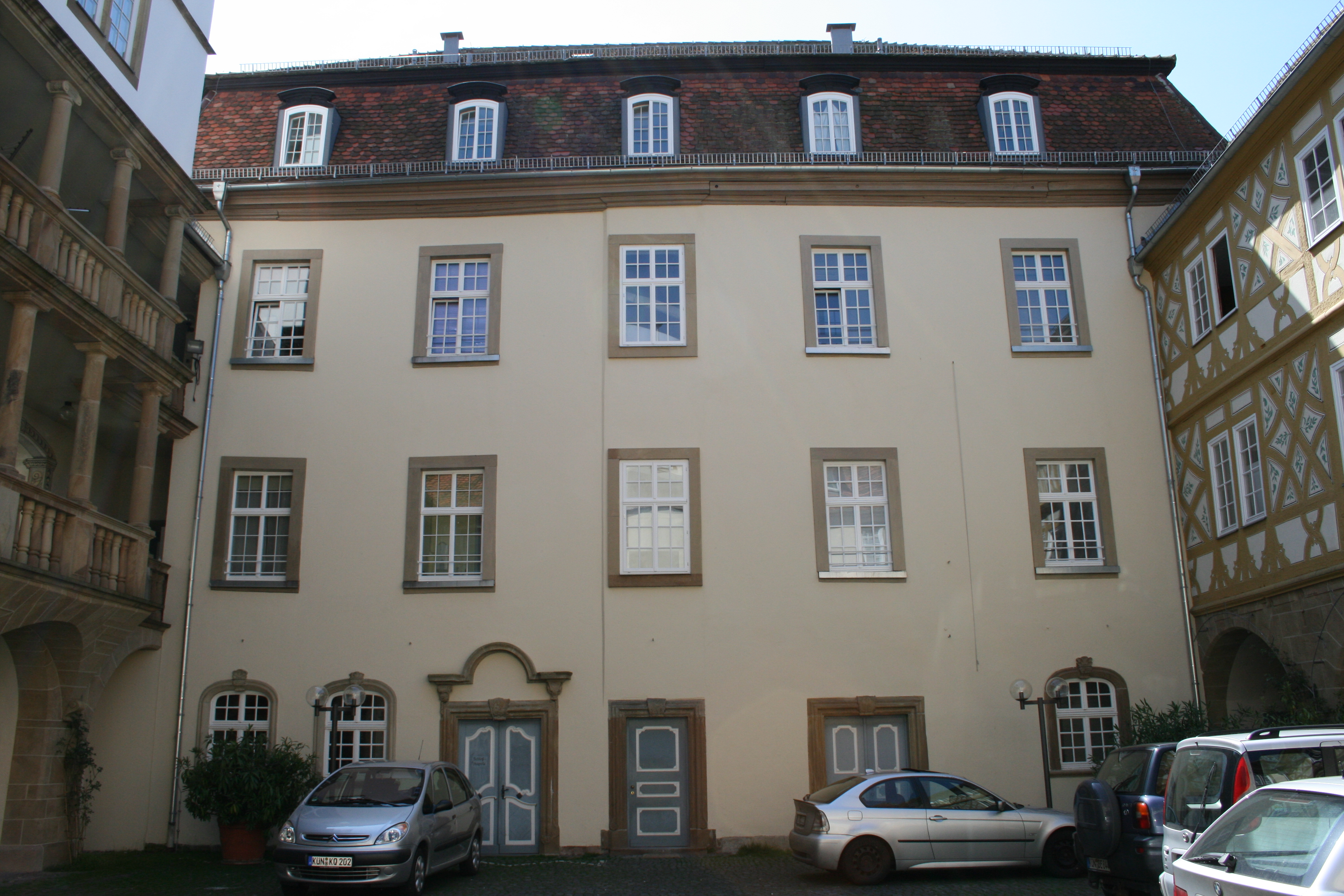
Eingang zur Schlosskapelle, aus südlicher Richtung gesehen

## Geschichte
Weil das Klima in Pfedelbach milder war als oben in seinem Schloss in Waldenburg, erbaute von 1568 bis 1572 Graf Eberhard von Hohenlohe-Waldenburg als seinen Wintersitz das Wasserschloss in Pfedelbach auf den Mauern einer vorhergehenden Ministerialenburg, ebenfalls einer Wasserburg. Die charakteristischen Ecktürme weisen die Anlage erkennbar als einen Bau aus der Mitte des 16. Jahrhunderts aus. Durch die tragischen Ereignisse der Waldenburger Fastnacht vom 7. Februar 1570 starb Eberhard am 10. März 1570, als der Bau in vollem Gange war. Seine Gemahlin Agathe vollendete die Burg und nahm dort ihren Wohnsitz.
Die prächtige Schlosskapelle, die gelegentlich für Hochzeiten und Konzertveranstaltungen genutzt wird, richtete 1732 Graf Ferdinand von Hohenlohe-Bartenstein an der Stelle der alten Backküche ein. Von 1811 bis 1888 diente die Schlosskapelle als katholische Pfarrkirche.
Über dem Wappenportal an der Eingangsseite des Schlosses hängt ein Allianzwappen Hohenlohe-Tübingen. Es geht zurück auf den Erbauer des Schlosses, vermählt mit Agathe, Gräfin von Tübingen. Die Grabtafel des Paares befindet sich in der Stiftskirche Öhringen.
Das Schloss Pfedelbach war lange Zeit Amtsort und Witwensitz des Hauses Hohenlohe. In der Zeit von 1806 bis 1840 war das württembergische Amtsgericht im Schloss untergebracht. In den Nachkriegsjahren waren zahlreiche Heimatvertriebene im Schloss untergebracht. 1951 wohnten 18 Familien in den Räumlichkeiten. Verhandlungen mit dem Jugendsozialwerk zur Nutzung des Schlosses scheiterten.

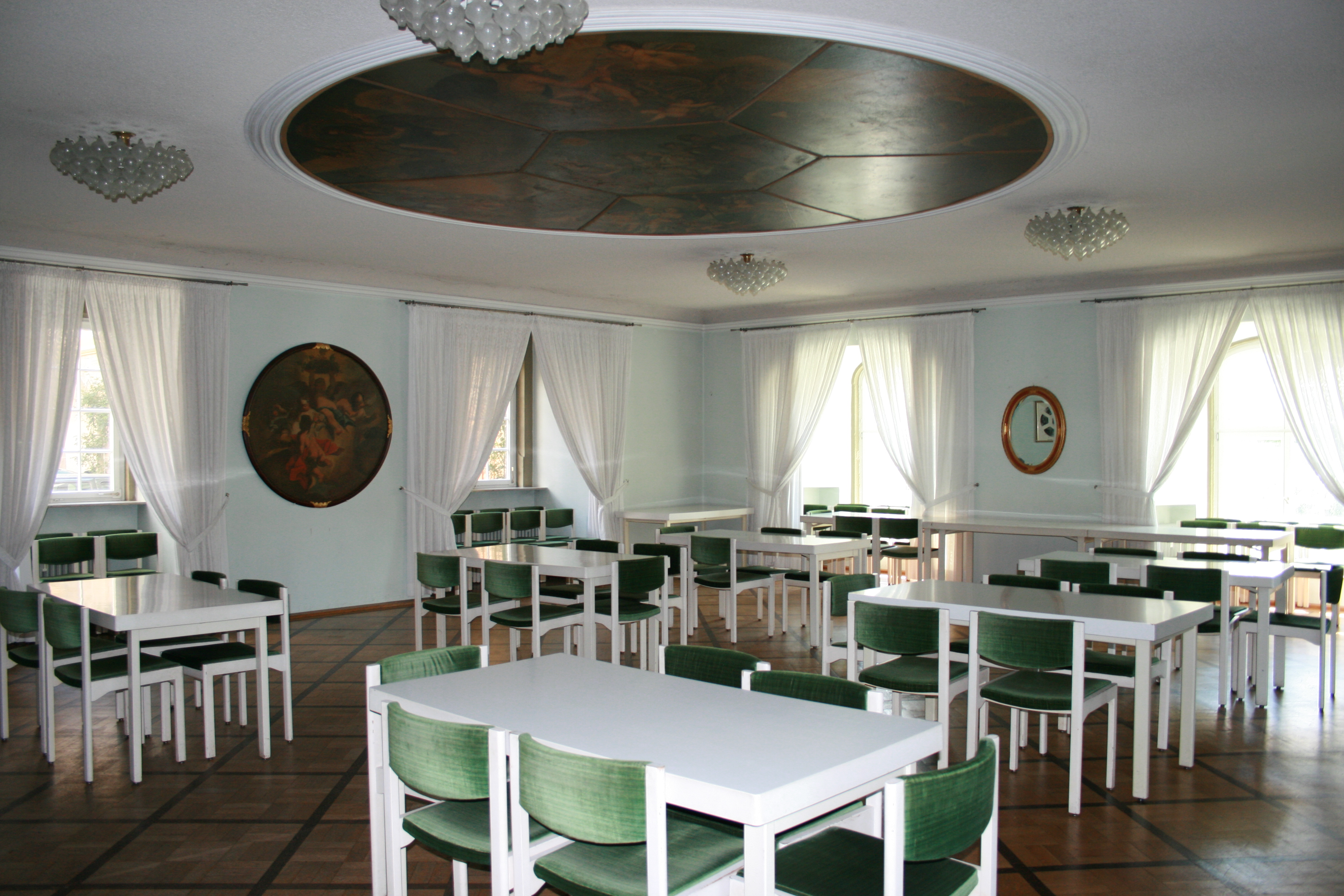
Der Bürgersaal mit Gemälden von Creutzfelder
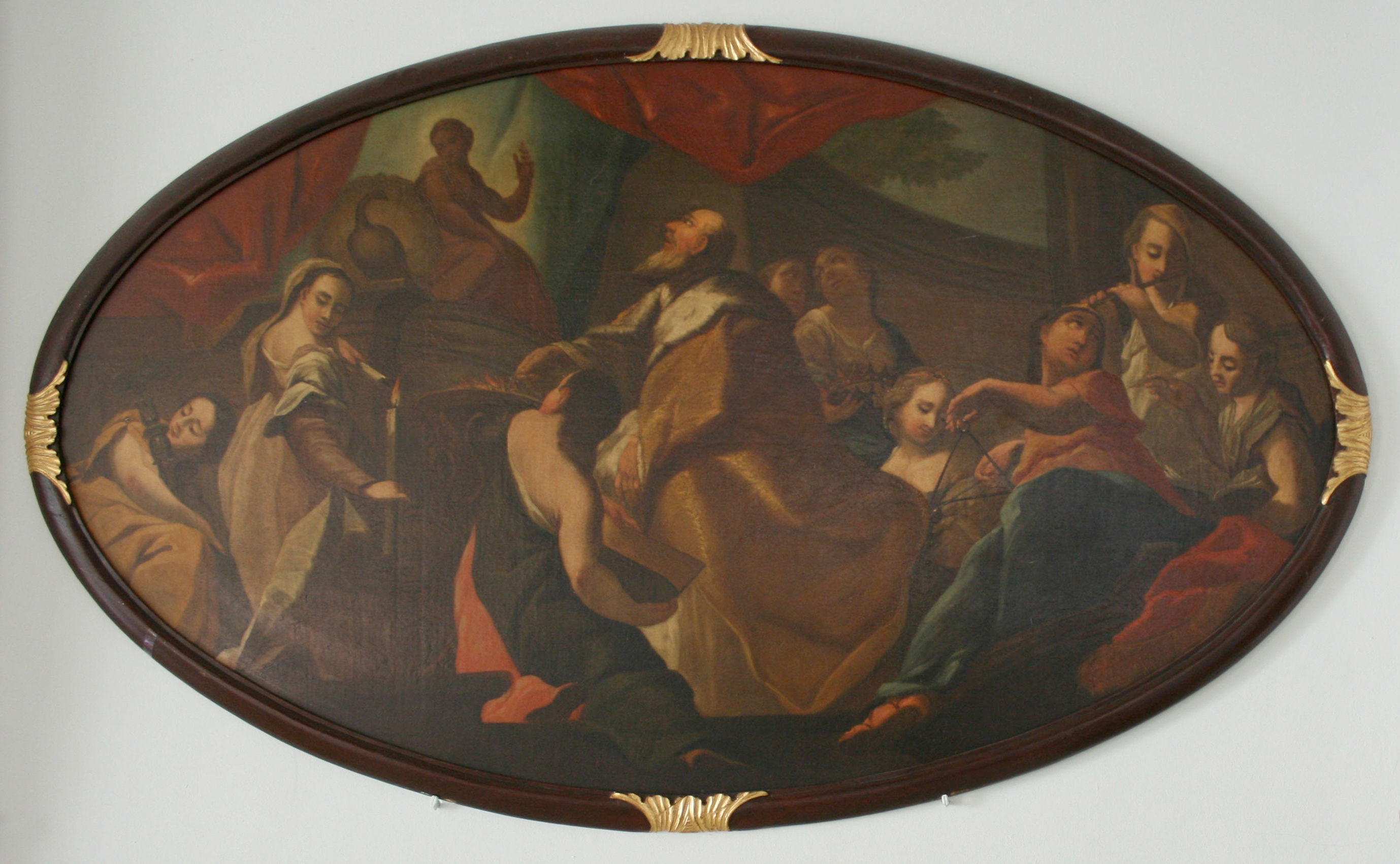
Gemälde von Joachim Georg Creutzfelder
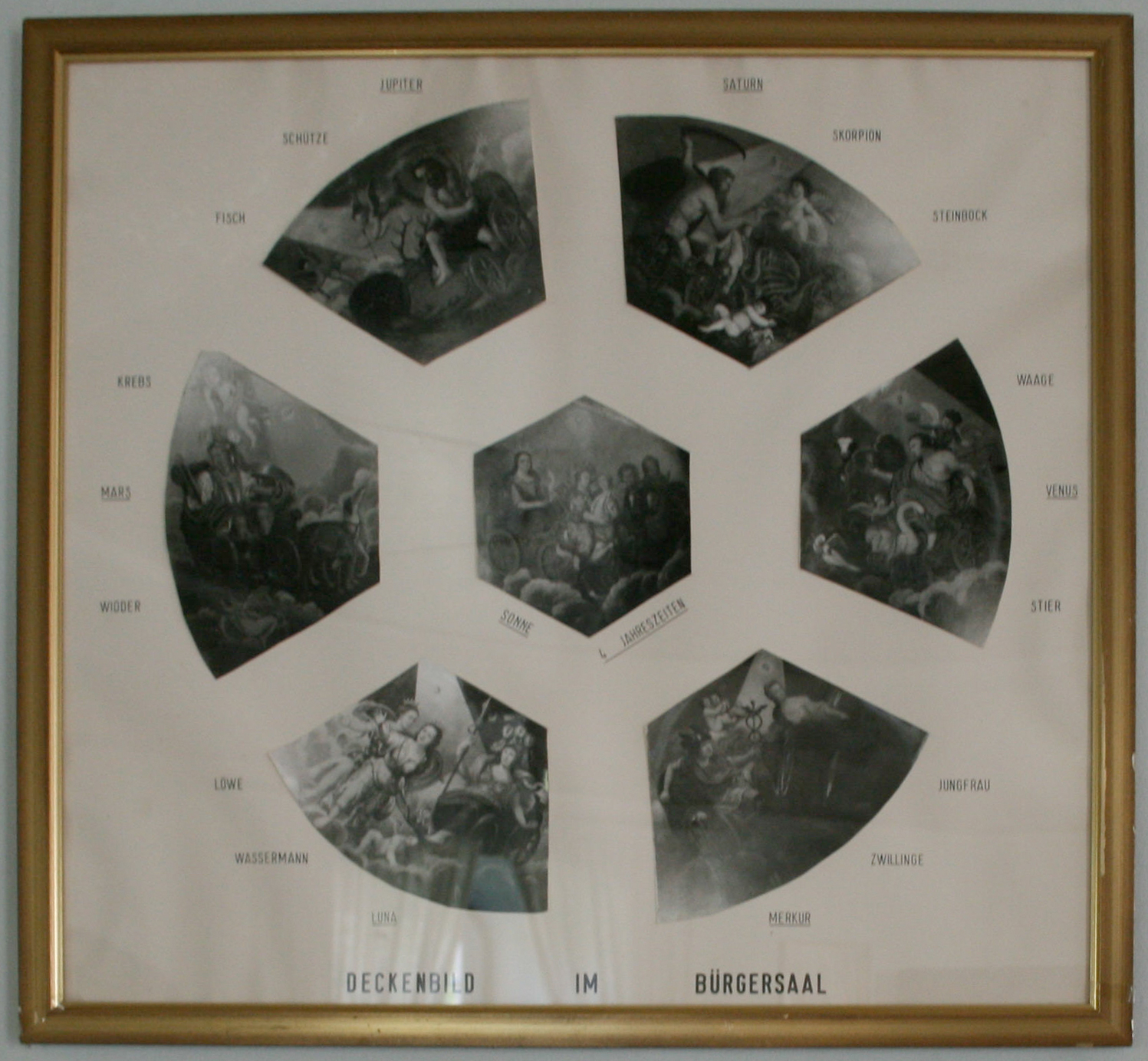
Erklärung des Deckgemäldes im Bürgersaal des Pfedelbacher Schlosses
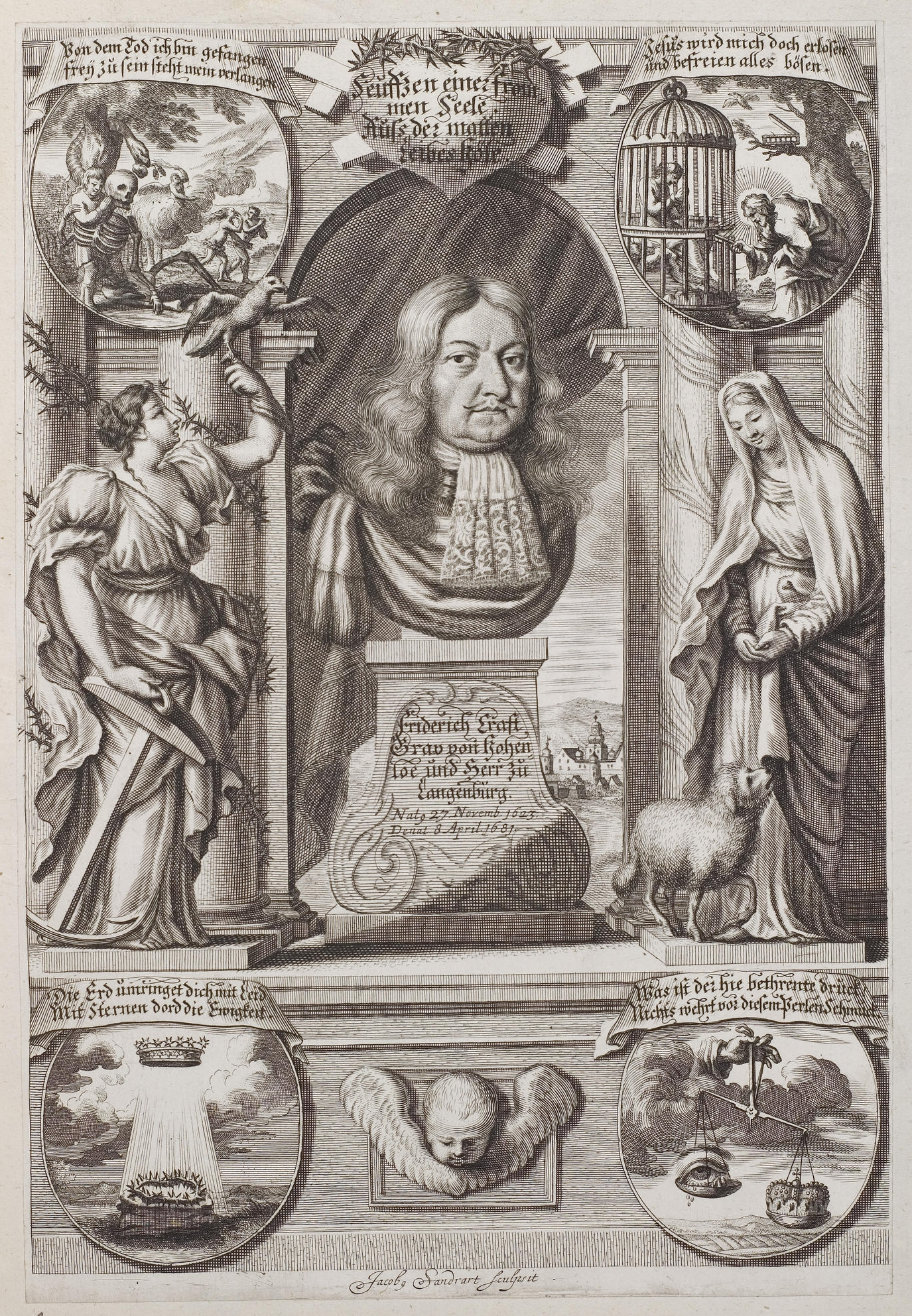
Graf Friedrich Kraft von Hohenlohe-Pfedelbach, 1623–1681

Die Gemeinde Pfedelbach erwarb das baufällige Schloss 1962 für 40 000 Mark von der Fürstin Clara zu Hohenlohe-Bartenstein und renovierte es in mehreren Bauabschnitten. Am 17. Januar 1972 wurde der vollendete Nordbau eingeweiht. Die Fertigstellung der Sanierung wurde am 19. Juli 1979 mit einem Festakt im Schlosshof gefeiert. Bei den Sanierungsarbeiten wurde weitestgehend der ursprüngliche Renaissancestil wiederhergestellt. 1989 wurde der Zugang zum Schlossgraben verbessert. In den Jahren 2005 und 2006 wurde das Schloss erneut grundlegend saniert.
Den Bürgersaal nutzt man heute als Sitzungssaal und Veranstaltungsraum. Im Bürgersaal befinden sich neben anderen Gemälden ein Deckengemälde von Joachim Georg Creutzfelder sowie eine Kopie des Öhringer Stiftungsbriefes von 1037. Im Schloss sind auch zahlreiche Privatwohnungen eingerichtet. Dem alle drei Jahre wiederkehrenden Pfedelbacher Schlossfest gibt das Schloss sein passendes Ambiente.

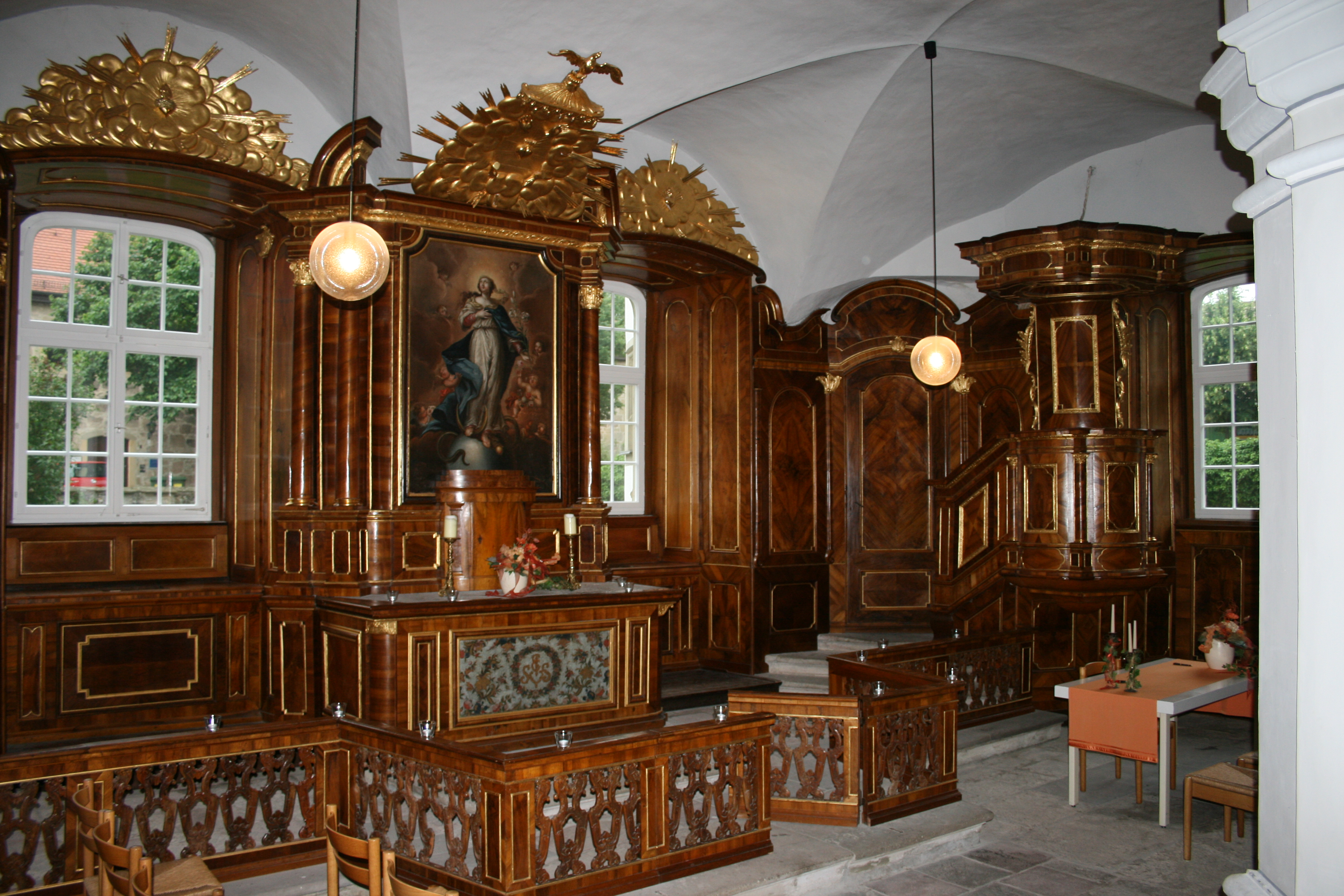
Die Schlosskapelle, Altarseite
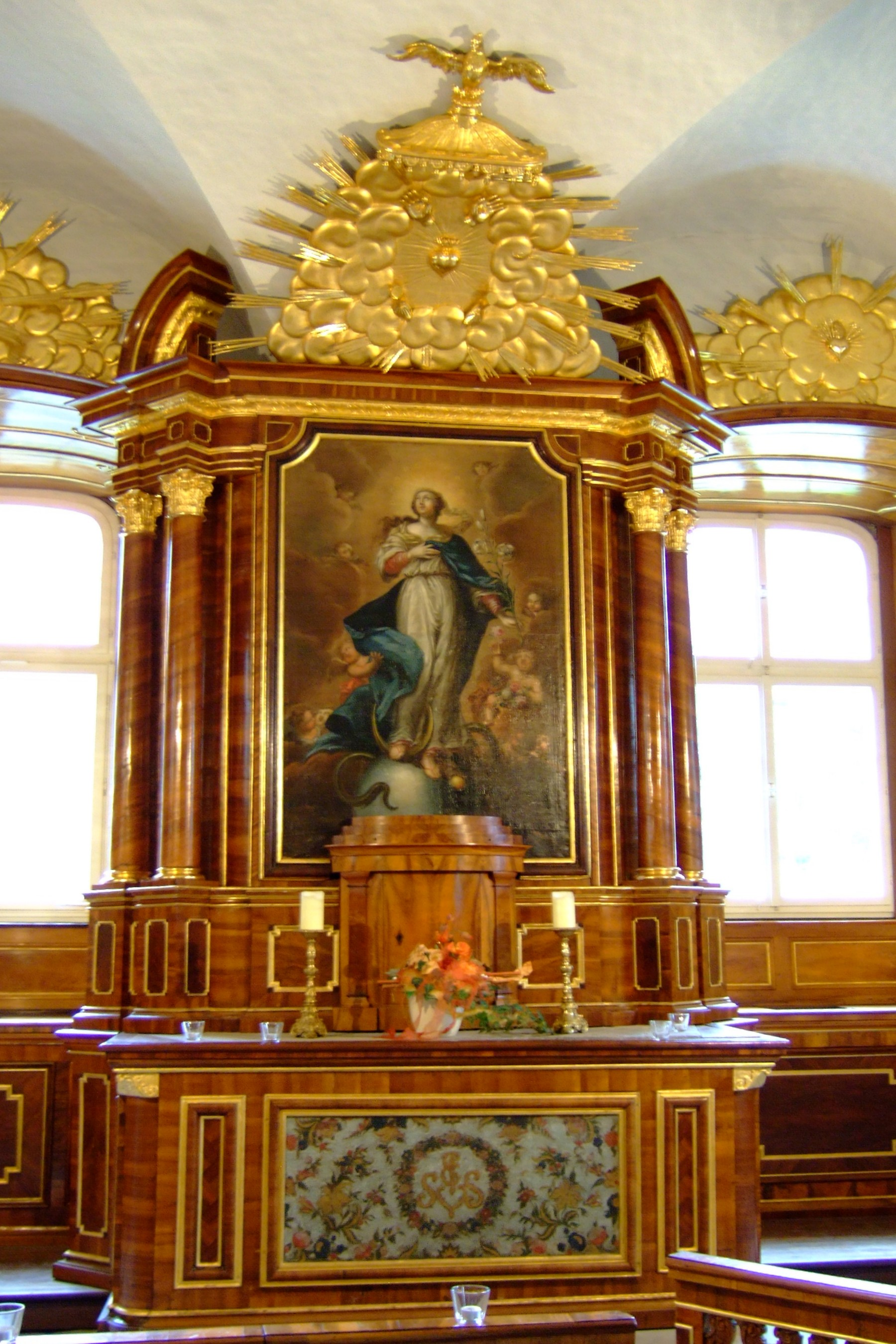
Der Altar in der Schlosskapelle
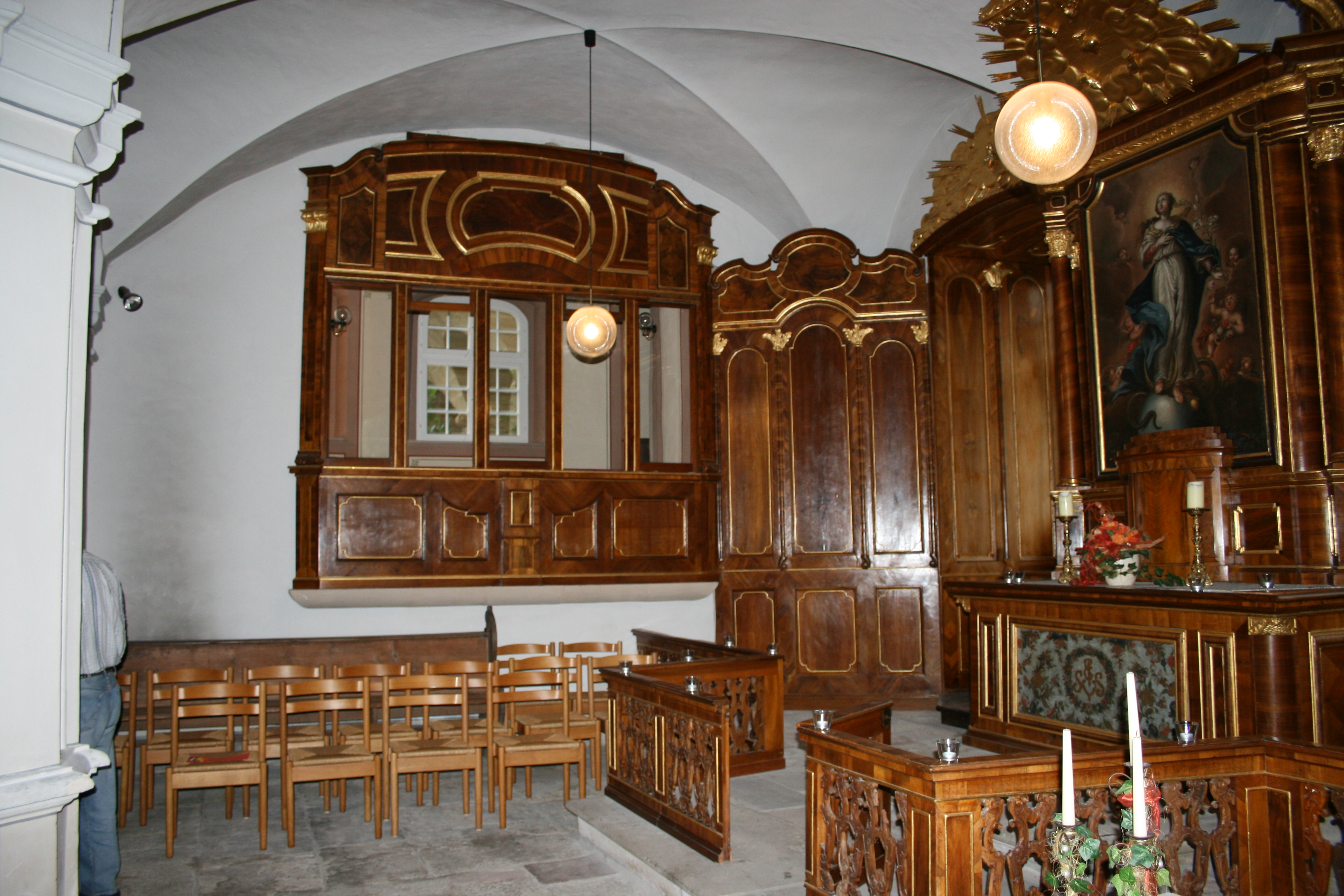
Blick auf die Fürstenloge
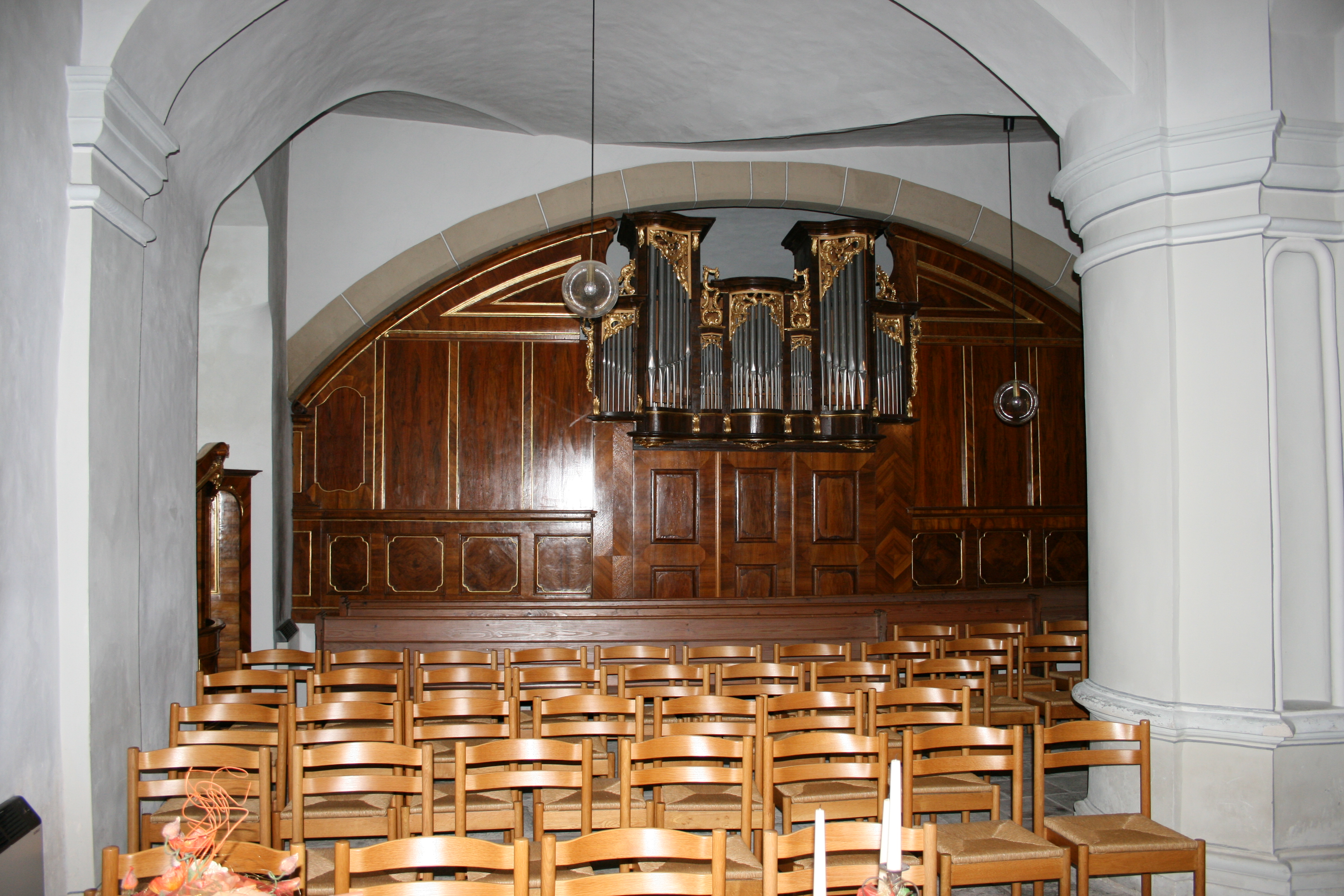
Blick zur Orgel

## Witwensitz
Gasthaus Sonne, früherer fürstlicher Witwensitz. Jahreszahl 1662 am Kellereingang. 1746 von Fürstin Anna Felicitas erworben, der Witwe des Fürsten Ferdinand von Hohenlohe-Bartenstein. Sie ließ das Haus umbauen und wohnte darin bis zu ihrem Tod 1751. 1769 verkauft an Oberjäger Carl von Tettenborn. 1781 erwarb der Faßmaler Johann Michael Probst das Anwesen und richtete das Gasthaus Sonne ein. Anschließend mehrere Besitzerwechsel bis 1990. 1990 von der Gemeinde Pfedelbach erworben. 1992 bis 1995 renoviert. Der Salon ist in allen seinen Einzelelementen erhalten geblieben. Vom Rocaille-Stuck der Decke bis zum Tafelparkett des Fußbodens. Die größte Besonderheit sind die erhaltenen barocken Landschaftstapeten.

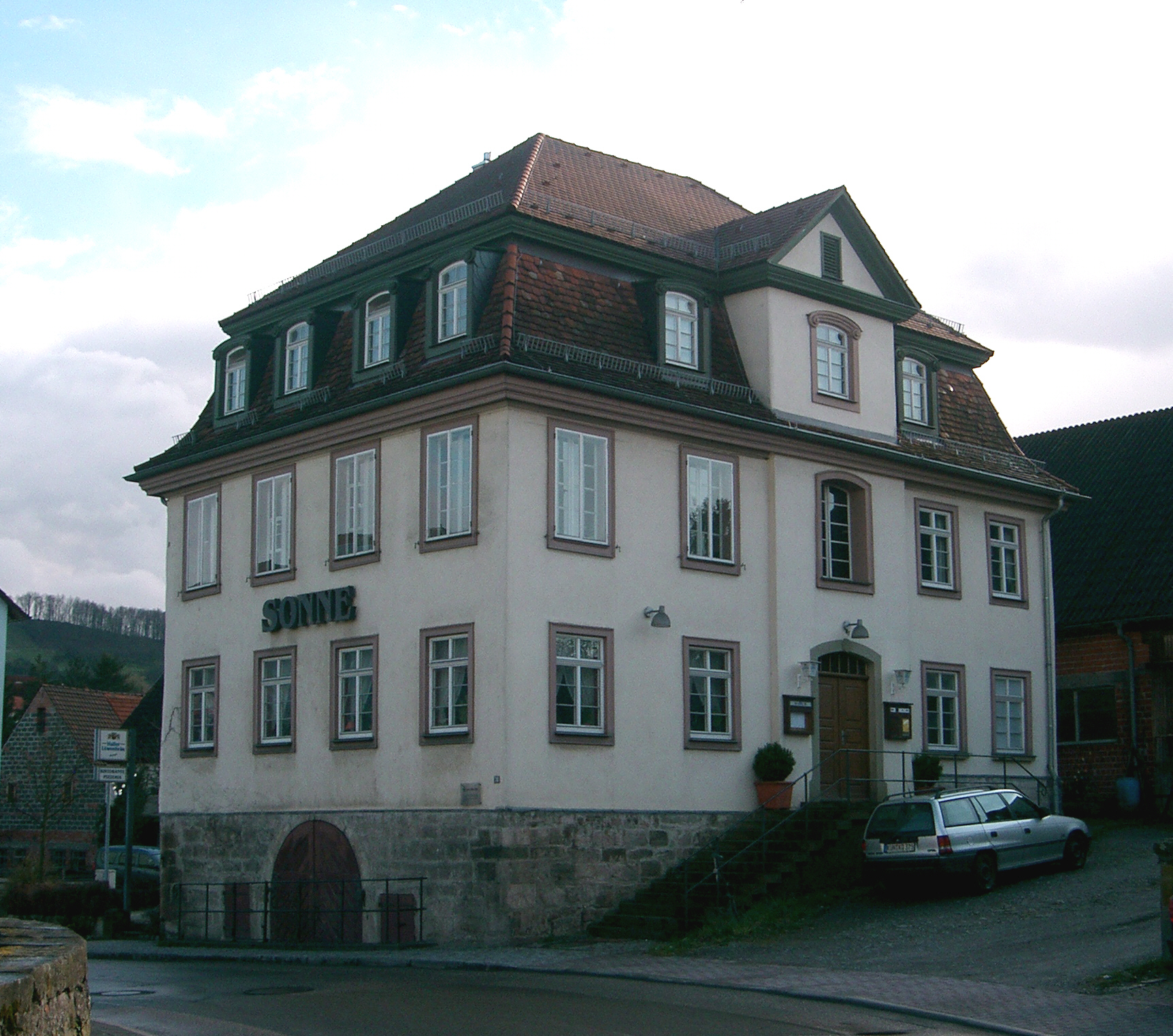
Gasthaus Sonne, früherer fürstlicher Witwensitz
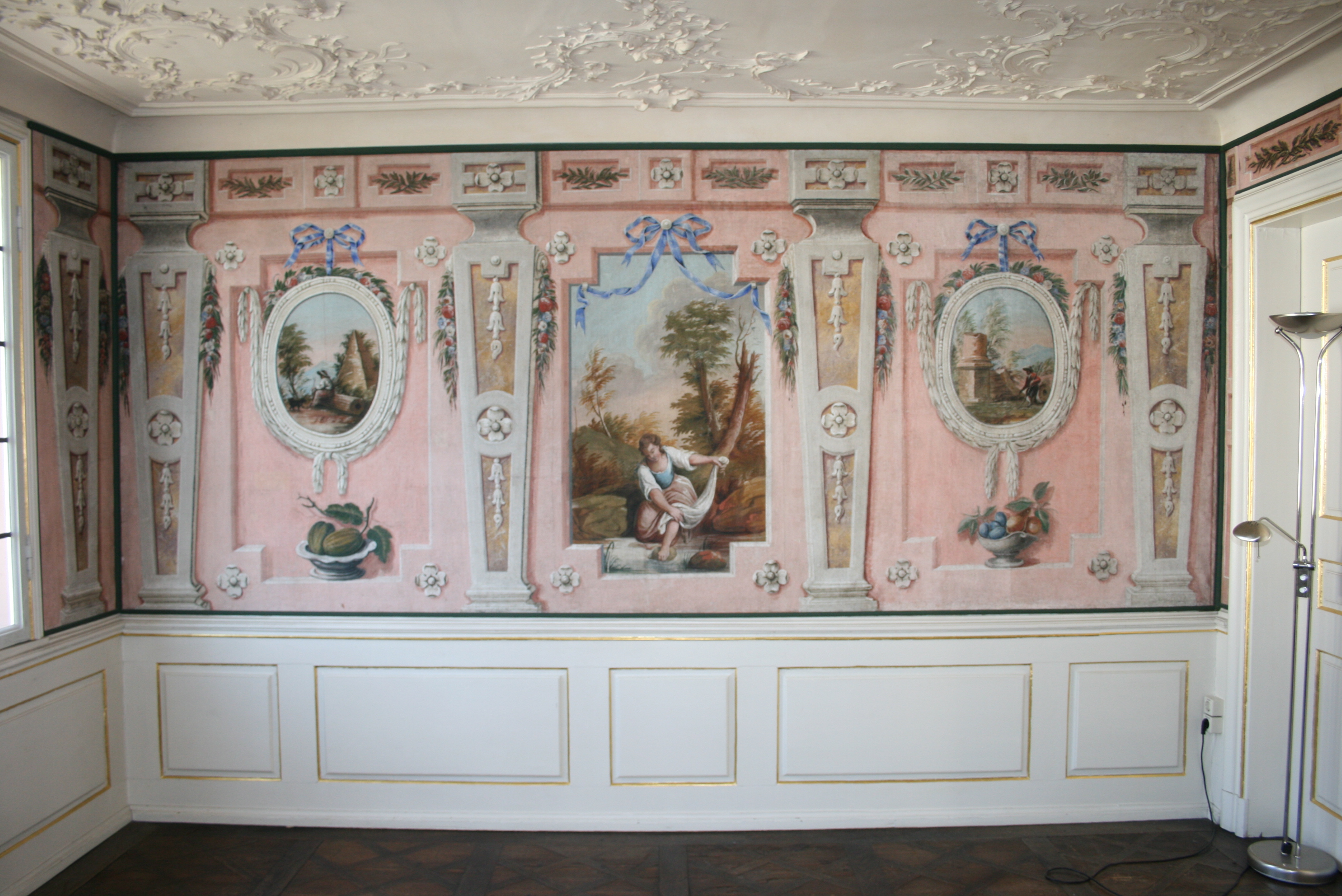
Salon in der Sonne mit Landschaftstapete
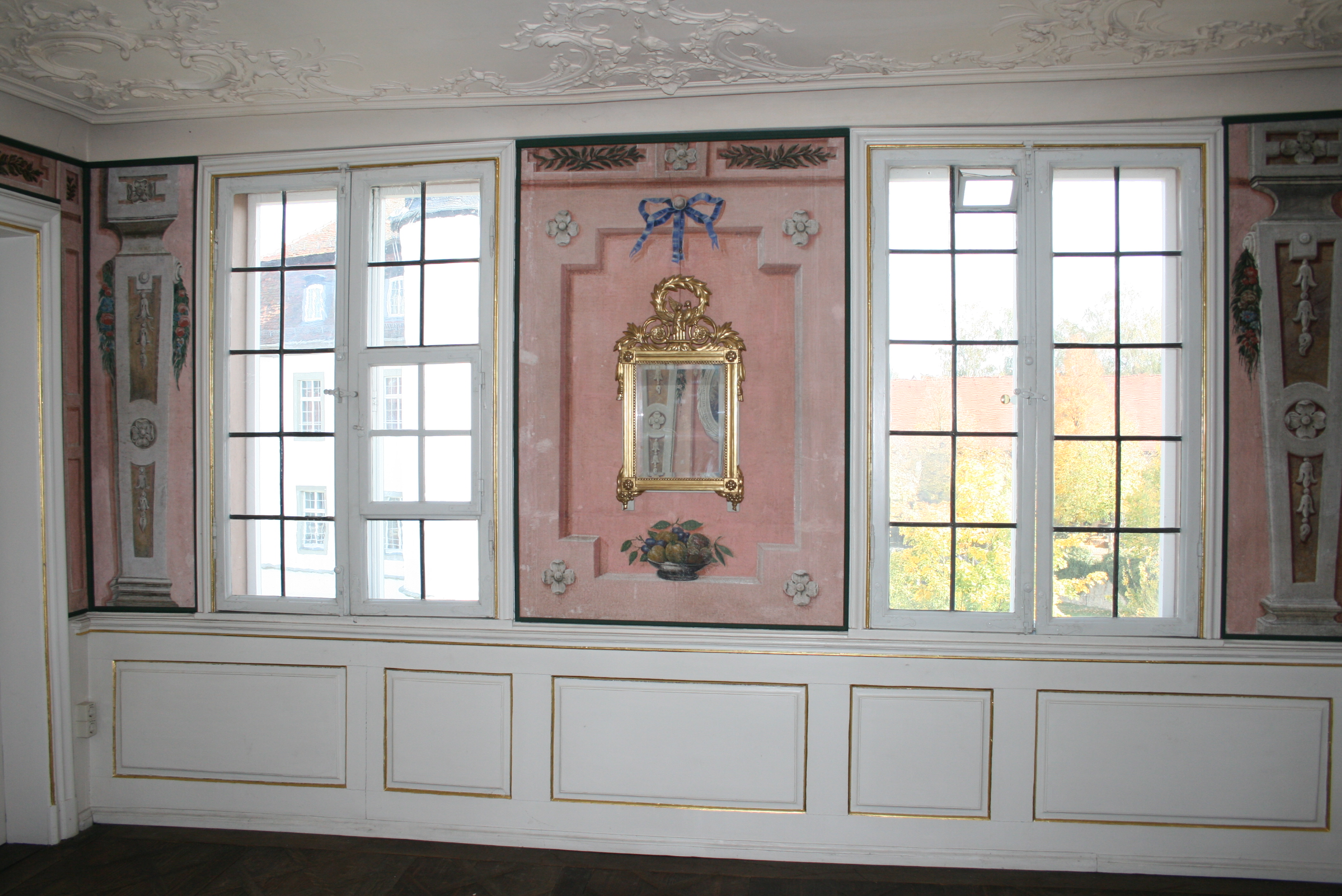
Rocaille Stuck
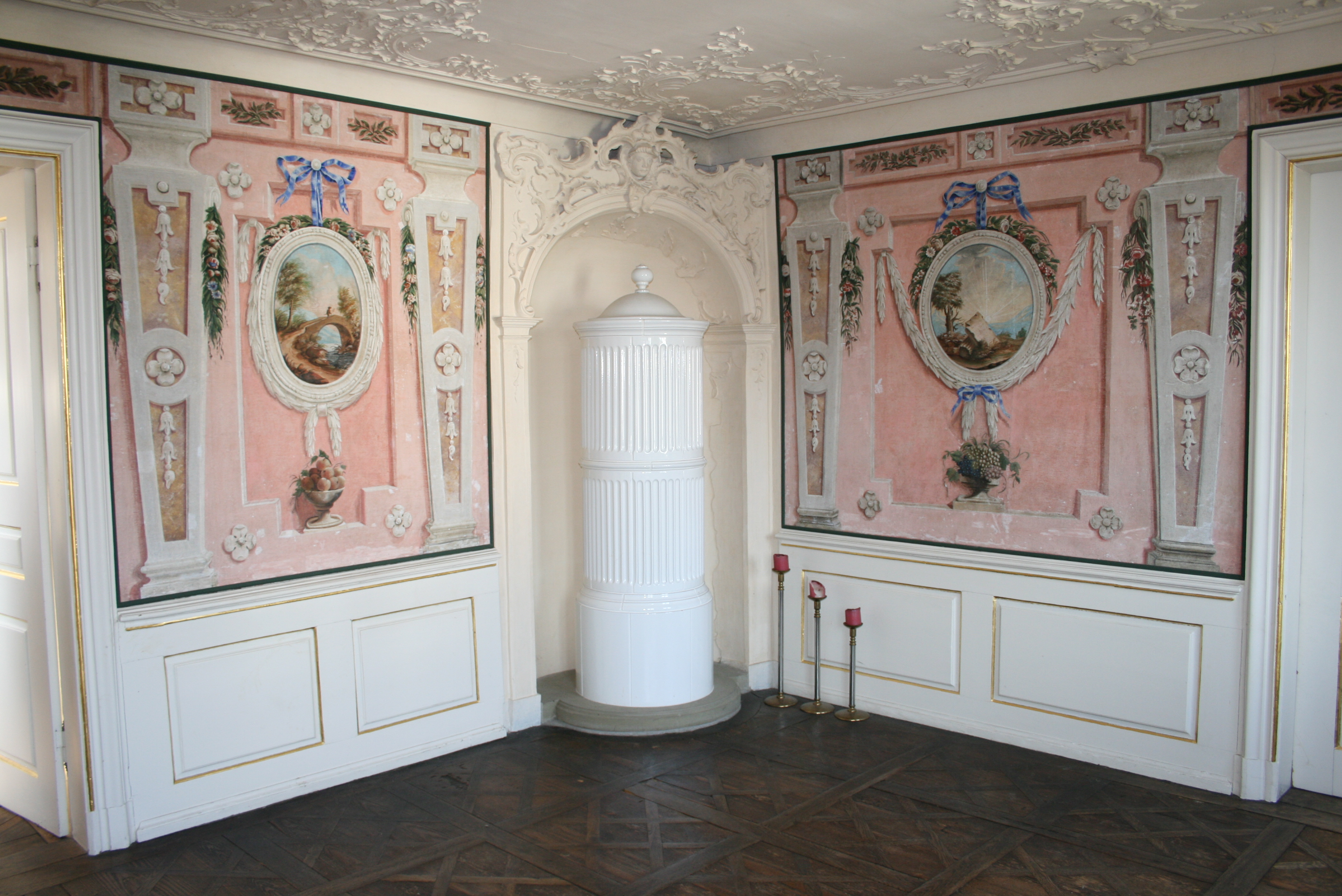
Tafelparkett

## Hofgarten
Zur Erbauungszeit des Schlosses Pfedelbach gab es neben Nutzgärten hinter dem Marstallgebäude noch den Lustgarten jenseits des Grabens vor dem Nordbau. Zu dem späteren barocken Herrensitz gehörte auch ein respektabler Garten, und so wird die Anlage eines solchen, westlich von Schloss und Hauptstraße, wohl auch dem Grafen Gottfried zuzuordnen sein. Da ein Renaissanceschloss von den Gestaltungsgrundsätzen seiner Zeit her in sich geschlossen und ohne weiterreichende Bezüge zu seiner Umgebung war, bestand in Pfedelbach keine Möglichkeit, einen größeren Garten sinnvoll anzubinden. Die westlich am Schloss vorbeiführende Hauptstraße war nur an ihrer Außenseite locker bebaut. Dahinter befand sich ein ebenes Gelände, für einen einigermaßen regulären Garten im Sinne des Barock geeignet. Noch die Urkarte zeigt 1833 hier einen Garten mit einem Mittelquadrat, von Wegen umzogen. Ein Gärtnerhaus und eine Orangerie müssen vorhanden gewesen sein.

## Charlottenberg

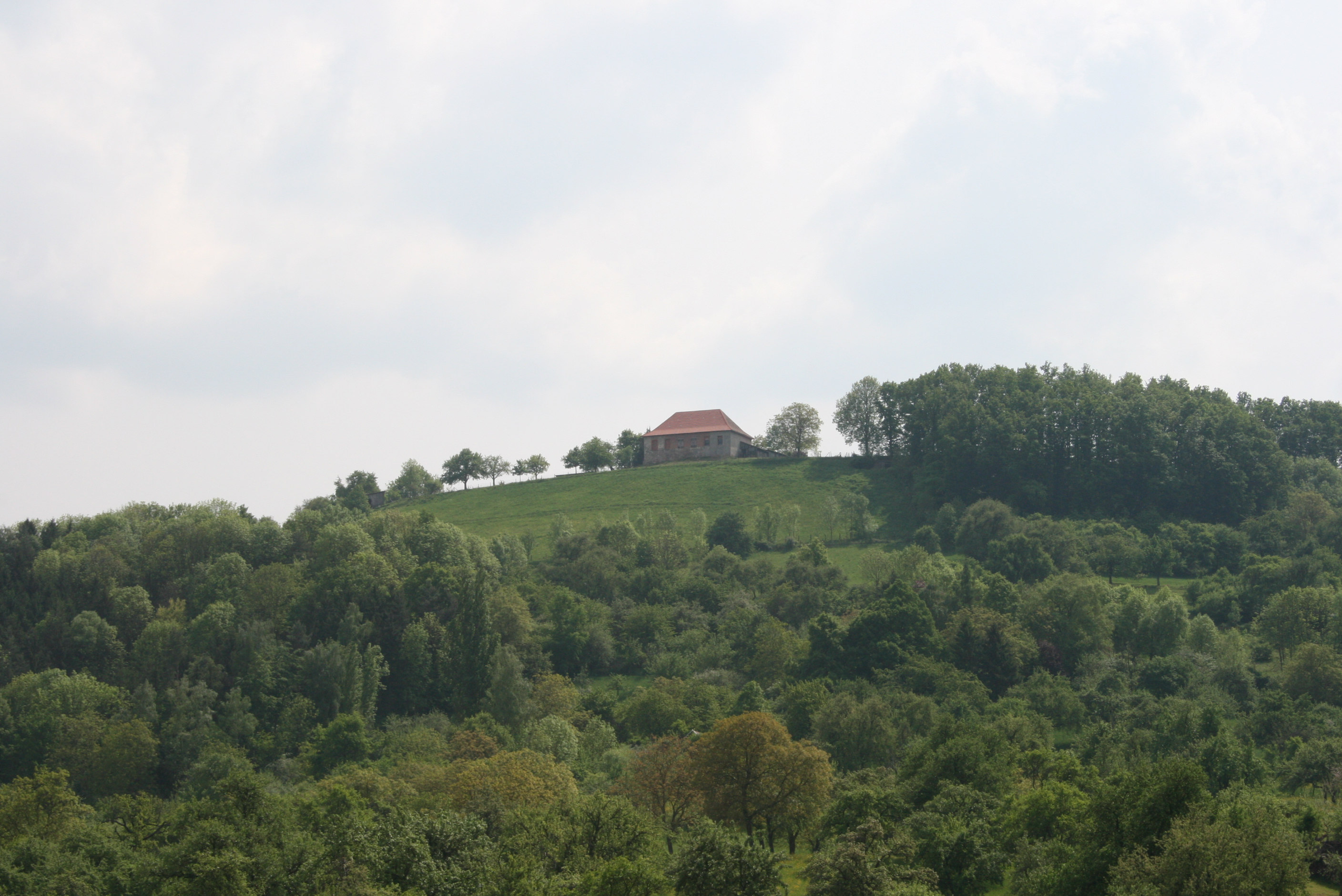
Blick auf den Charlottenberg mit dem Schlösschen

In den Jahren 1712 und 1713 erbaute Graf Ludwig Gottfried für seine Gemahlin Luise Charlotte, geb. Gräfin von Hohenlohe-Langenburg, auf dem Heuberg hoch über Pfedelbach mit weiter Aussicht nach Norden in das Hohenloher Land hinein einen Belvedere, Schlösschen Charlottenberg genannt. Das Schlösschen wurde 1782 an Bauern verkauft. Vorübergehend von den Fürsten zu Hohenlohe-Bartenstein zurückgekauft, wurde es 1945 durch Artilleriebeschuss schwer beschädigt und 1947 dann als Wohnhaus mit Scheuer wieder aufgebaut. Heute ist es in seinen letzten Resten als sechsachsiger, rechteckiger Bau mit Walmdach überkommen. Im Volksmund wird das Anwesen als Charlottenschlössle bezeichnet. Im Baugebiet Panorama 2 in Heuberg wurde eine Straße Am Charlottenschlössle benannt. 2020 wurde das Charlottenschlössle vom Besitzer grundlegend saniert.